# デリック・マッケンジー
デリック・マッキンジー（Derrick McKenzie, 年齢非公開）はイギリスのミュージシャンである。音楽バンドジャミロクワイのドラマーとして有名。

## 略歴
幼い頃から音楽に興味があり、6歳の時には母親のハンガーを2本使ってドラムのように床を叩いてリズムを刻んでいた。10歳の時に友人がドラムセットを貸してくれた事でドラム演奏にハマり、母親に頼み込んで自身のドラムセットを購入してもらった。14歳でトーイン・アデカリーが率いるバンドに加入して経験を積み、16歳の時にはマークス&スペンサー(ショッピングモール)内で毎週土曜の朝に報酬9ポンドで音楽をライブ演奏するバイトを始めた。自分で稼いだお金と、さらに父親に少々援助してもらって400ポンドするスリンガーランド社製のドラムセットを購入した。そのお気に入りのドラムで1980年代後半はTranceyanceというジャズファンクバンドに加入してショーディッチ地区で演奏していた。
1991年、キャンディーランドというバンドに移りフィクション・レコーズからデビューできることになった。「Suck It And See」と言うアルバムを1枚は出せたもののその後はうまく行かなかった。
次は日本人女性Aki Omoriがボーカルを務めるフリーキー・リアリスティックと言うバンドに加入し、テレビに出たりもした。
1993年、アーバン・スピーシーズに加わり、欧州や日本で演奏し、特に日本ではクリスマスを過ごした。
ジャミロクワイ時代：
1993年の終わり頃、知人の紹介でジャミロクワイのオーディションを受けて合格し、1994年3月1日にロンドンで行われたライブでジャミロクワイとして初めてステージに立った。その後現在に至るまで在籍し、リーダーのジェイ・ケイに次ぎ2番目に長い在籍者である。

## 備考
1997年に日本でテレビ番組に出演した際は25歳(1972年生まれ)であると発言し、その後イギリスで少し数の合わない年齢の発言があり、だいぶ後になって公式ホームページで1960年代に6歳だった頃の思い出を公表しており、つまり1950年代後半か1960年代前半生まれということになり、年齢は不詳で非公開。
非常にバランスの取れた性格である。テレビ番組でも一般的な場面では無口だが、リーダーのジェイ・ケイやバンドメンバーが困る質問が飛んだ時に擁護する発言をするのはマッキンジーである事が多く、仲間や記者や司会者をなごます存在に見受けられる。このような性格であるため、前述の年齢に関しては嘘をついたわけではなく、何かしら優しい背景があったと言う事も考えられる。

## 映像出演
ジャミロクワイのメンバーとして以下のミュージックビデオに出演した。
- 1994年、スペース・カウボーイ
- 1995年、ライト・イヤーズ
- 1995年、スティルネス・イン・タイム
- 1996年、ヴァーチャル・インサニティ
- 1997年、オールライト
- 1997年、ハイ・タイムズ
- 1999年、スーパーソニック
- 1999年、ブラック・カプリコーン・デイ